# الكسندر جيبسون
الكسندر جيبسون هو سياسي كندي، ولد في 15 ديسمبر 1852 في فريدريكتون في كندا، وتوفي في 19 أبريل 1920. حزبياً، نشط في الحزب الليبرالي الكندي. وقد انتخب عضو الجمعية التشريعية لنيو برونزويك ‏ وانتخب عضو مجلس العموم الكندي.